# Salete Chiamulera
Salete Chiamulera (ur. 1959 w Londrinie) – brazylijska pianistka. 
Na XI Międzynarodowym Konkursie Pianistycznym im. Fryderyka Chopina w Warszawie w 1985 roku wystąpiła jako jedyna reprezentantka Brazylii na tym Festiwalu. Po konkursie otrzymała dwuletnie stypendium Rządu RP na doskonalenie muzyczne w Akademii im. F. Chopina. W tym okresie (1985/1987) prowadziła działalność muzyczną w Polsce, wykonując recitale i nagłaśniając przy tych okazjach zwłaszcza twórczość Heitora Villa-Lobosa. Pisarz Jerzy Stanisław Czajkowski (1931/ 2015) dedykował jej wiersz „Ściana przy ulicy Rozbrat 32” znajdujący się w książce „Śmiech Pompei”.
W lipcu 1985 roku, z okazji wizyty polskiego aktora Wojciecha Siemiona w Brazylii, we współpracy z tym polskim artystą zorganizowała literacko-muzyczne widowisko „Chopin – Seus Poemas” w mieście Kurytyba / Brazylia. Ten sam spektakl został ponownie wystawiony w Warszawie / Polsce, w Teatrze Stara Prochwonia.
W 2016 roku  ukończyła studia doktoranckie w dziedzinie muzyki na Uniwersytecie Federalnym w Rio Grande do Sul w Brazylii. Kompozycja muzyczna Rudepoemy brazylijskiego kompozytora Heitora Villa-Lobosa, dedykowana polskiemu pianiście Arturowi Rubinsteinowi, była przedmiotem jej rozprawy doktorskiej pt. „Muzyczna Ekspresja Dialogiczna w Rudepoema Heitora Villa-lobosa”.